# Haniji
Haniji (怕尼芝), parfois épelé Haneji, est le fondateur du royaume d'Hokuzan sur l'île d'Okinawa, sur lequel il règne approximativement de 1322 à 1395.

## Biographie
Au début du XIVe siècle, il n'y a pas d'autorité politique centralisée à Okinawa, juste une vague confédération de chefs locaux, dont Haniji fait partie, sous le commandement d'un chef nominal. Haniji, maître héréditaire du Nakijin gusuku, réunit les chefs du nord de l'île en une alliance et forme le système politique d'Hokuzan (montagnes du Nord) après que Tamagusuku est devenu le principal chef de l'île. Tamagusuku n'a pas la capacité politique, le charisme ni les compétences de leadership pour gagner la loyauté des chefs, aussi un certain nombre se rangent-il du côté d'Haniji, tandis qu'un certain nombre des chefs de la partie sud de l'île prennent le parti d'Ofusato, chef d'Ozato et forment le système politique de Nanzan (montagne du sud), laissant à Tamagusuku la partie centrale de l'île à la tête de l'entité politique connue sous le nom Chūzan (montagne du milieu).
On sait très peu de choses de la vie d'Haniji ou de son règne. Une lignée de fonctionnaires de la bureaucratie royale du nom (羽地) Haneji serait sa descendance, le plus célèbre d'entre eux étant Shō Shōken (1617–1675), aussi connu sous le nom Haneji Chōshū.

## Source de la traduction
- (en) Cet article est partiellement ou en totalité issu de l’article de Wikipédia en anglais intitulé « Haniji » (voir la liste des auteurs).